# Partegal
Koordinaten: 54° 31′ 37″ N, 20° 2′ 54″ O
Partegal war eine prußische Festung im Westen der ostpreußischen Landschaft Natangen in der heutigen russischen Oblast Kaliningrad nahe der Stadt Mamonowo (Heiligenbeil).
Die Festung Partegal befand sich auf dem später Nussberg genannten Berg zwischen den Dörfern Partheinen (heute: Moskowskoje) und Mükühnen (nach 1945 zunächst Nekrassowo, heute zu Moskowskoje) im jetzigen Gemeindegebiet von Pogranitschny (Hermsdorf, bis 2008; zuvor Gemeinde Pjatidoroschnoje, ehemals Bladiau) im Rajon Bagrationowsk (Preußisch Eylau).
Bis zur Stadt Mamonowo sind es neun Kilometer, und die russische Fernstraße A 194 (ehemalige deutsche Reichsstraße 1, heute auch Europastraße 28) führt drei Kilometer östlich vorbei. Die nächste Bahnstation ist Primorskoje-Nowoje (Wolittnick) an der Bahnstrecke Malbork (Marienburg (Westpreußen)) – Kaliningrad (Königsberg (Preußen)) der ehemaligen Preußischen Ostbahn.
Die Prußenfeste Partegal wurde im Jahre 1239 errichtet und ist somit eine der letzten Wehrbauten, die von den Prußen in Preußen gebaut wurden. Bereits 1240 nahm der Deutsche Orden die Festung ein und zerstörte sie nach heftigen Kämpfen. Heute sind keinerlei Überreste mehr erkennbar.